# Halowe Mistrzostwa Europy w Lekkoatletyce 1986 – bieg na 1500 m mężczyzn
Bieg na 1500 metrów mężczyzn – jedna z konkurencji biegowych rozgrywanych podczas halowych lekkoatletycznych mistrzostw Europy w hali Palacio de Deportes w Madrycie. Eliminacje zostały rozegrane 22 lutego, a bieg finałowy 23 lutego 1986. Zwyciężył reprezentant Hiszpanii José Luis González, który tym samym obronił tytuł zdobyty na poprzednich mistrzostwach.

## Rezultaty

### Eliminacje
Rozegrano 3 biegi eliminacyjne, do których przystąpiło 19 biegaczy. Awans do finału dawało zajęcie jednego z pierwszych dwóch miejsc w swoim biegu (Q). Skład finału uzupełniło dwóch zawodników z najlepszym czasem wśród przegranych (q).
Opracowano na podstawie materiału źródłowego.
Bieg 1
| Miejsce | Zawodnik                | Czas    | Uwagi |
| ------- | ----------------------- | ------- | ----- |
| 1       | José Luis González      | 3:45,41 | Q     |
| 2       | Han Kulker              | 3:45,56 | Q     |
| 3       | Uwe Mönkemeyer          | 3:45,58 | q     |
| 4       | Alessandro Lambruschini | 3:47,01 | q     |
| 5       | Nikolaos Tsiakulas      | 3:49,54 |       |
| 6       | Mika Maaskola           | 3:55,06 |       |

Bieg 2
| Miejsce | Zawodnik           | Czas    | Uwagi |
| ------- | ------------------ | ------- | ----- |
| 1       | Peter Wirz         | 3:48,23 | Q     |
| 2       | José Luis Carreira | 3:48,24 | Q     |
| 3       | Karl Blaha         | 3:48,79 |       |
| 4       | Rob Harrison       | 3:48,95 |       |
| 5       | Claudio Patrignani | 3:49,79 |       |
| 6       | Ari Paunonen       | 3:50,07 |       |
| 7       | Vladimír Slouka    | 3:51,29 |       |

Bieg 3
| Miejsce | Zawodnik         | Czas    | Uwagi |
| ------- | ---------------- | ------- | ----- |
| 1       | Adelino Hidalgo  | 3:47,92 | Q     |
| 2       | Jan Kraus        | 3:48,03 | Q     |
| 3       | Enda Fitzpatrick | 3:48,53 |       |
| 4       | Rainer Thau      | 3:50,23 |       |
| 5       | Pascal Clouvel   | 3:50,54 |       |
| 6       | Harri Hänninen   | 3:57,25 |       |

### Finał
Opracowano na podstawie materiału źródłowego.
| Miejsce | Zawodnik                | Czas    |
| ------- | ----------------------- | ------- |
| 1       | José Luis González      | 3:45,55 |
| 2       | José Luis Carreira      | 3:45,07 |
| 3       | Han Kulker              | 3:46,46 |
| 4       | Uwe Mönkemeyer          | 3:46,47 |
| 5       | Peter Wirz              | 3:48,06 |
| 6       | Adelino Hidalgo         | 3:49,14 |
| 7       | Alessandro Lambruschini | 3:49,95 |
| 8       | Jan Kraus               | 3:55,77 |